# Les Bêtes
Les Bêtes est un recueil de six nouvelles de Pierre Gascar publié en 1953 et ayant obtenu le Prix Goncourt la même année.

## Titres
- Les chevaux
- La vie écarlate
- Les bêtes
- Gaston
- Le chat
- Entre chiens et loups

## Éditions
- Les Bêtes, Éditions Gallimard, Paris, 1953  (ISBN 2070226735).
- Les Bêtes, L'Imaginaire no 23, Gallimard, 1990  (ISBN 2070299252)